# Protonemura miatchense
Protonemura miatchense är en bäcksländeart som beskrevs av Ikonomov 1983. Protonemura miatchense ingår i släktet Protonemura och familjen kryssbäcksländor. Inga underarter finns listade i Catalogue of Life.